# A Preto e Branco
A Preto e Branco é um álbum de Fausto, editado em 1988. Nesta obra, Fausto homenageou as suas raízes angolanas, tendo musicado poemas de autores de Angola, como Ernesto Lara Filho, Mário António, António Jacinto e Viriato da Cruz.

## Alinhamento
1. "Era no Tempo Dos Tamarindos"  - 03:37
2. "Picada de Marimbondo"  - 03:10
3. "Apenas"  - 03:51
4. "Poema Da Farra"  - 03:27 (letra: Mário António)
5. "Namoro"  - 05:09
6. "Praia Da Samba"  - 02:26
7. "Castigo P'ró Comboio Malandro"  - 04:23
8. "Flagelados do Vento Leste"  - 04:18
9. "Carta Dum Contratado"  - 06:11
10. "Xicuembo"  - 02:47
11. "Quando Eu Morrer"  - 02:52